# Moneta da due cent (dollaro statunitense)
La moneta da due centesimi fu coniata dalla Zecca degli Stati Uniti per la circolazione dal 1864 al 1872 e per i collezionisti nel 1873. Progettata da James B. Longacre, la sua produzione diminuì ogni anno, poiché altre monetine come quelle di nickel risultarono più popolari. Fu abolita dal Mint Act of 1873.
La crisi economica conseguente alla Guerra di Secessione Americana causò la sparizione dalla circolazione di alcune monete emesse dal governo, fra le quali l'Indian Head cent non d'argento, che il popolo accaparrava. Un modo di colmare il vuoto che andava creandosi, fu l'emissione privata di monete, per lo più fatte di bronzo. La moneta da un centesimo era all'epoca fatta di una lega di rame e nickel, dello stesso diametro del successivo Lincoln cent, ma di maggiore spessore. La moneta risultò di difficile coniazione per la Zecca di Filadelfia, e i funzionari della Zecca e della Assay Commission, raccomandarono la sostituzione di questo conio. Nonostante l'opposizione, guidata dal deputato della Pennsylvania Thaddeus Stevens, di coloro che desideravano mantenere il nichel come materiale per la monetazione, il Congresso approvò la legge sulla coniatura del 1864, che autorizzava i centesimi di bronzo e i pezzi da due centesimi.
Anche se, in assenza di altra moneta federale, il pezzo da due centesimi risultò inizialmente popolare, i pezzi da due centesimi messi in circolazione furono messi da parte da altre monete di metallo non prezioso che il Congresso autorizzò successivamente: il pezzo da tre centesimi e il nichel. I due centesimi furono aboliti nel 1873; grandi quantità sono state rimborsate dal governo e fuse. A dispetto di ciò, i pezzi da due centesimi rimangono poco costosi per lo standard di monete americane del 19 ° secolo.